# Cladonia merochlorophaea
Cladonia merochlorophaea Asahina (1940), è una specie di lichene appartenente al genere Cladonia,  dell'ordine Lecanorales.
Il nome proprio deriva dal greco μέρος, mèros, che significa parte, in parte, χλωρὸς, chloròs, che significa verde, verde-giallognolo, e infine φαιὸς, faiòs, che significa scuro, grigio, fosco, bruno ad indicare il colore degli apoteci.

## Caratteristiche fisiche
Il sistema di riproduzione è principalmente asessuato, attraverso i soredi o strutture similari, quali ad esempio i blastidi. Il fotobionte è principalmente un'alga verde delle Trentepohlia, di preferenza una Trebouxia.

## Habitat
Questa specie si adatta soprattutto a climi di tipo moderato fresco. Rinvenuta su suoli ricchi di humus, ben distribuita. Predilige un pH del substrato da molto acido a valori intermedi fra molto acido e subneutro puro. Il bisogno di umidità è mesofitico.

## Località di ritrovamento
La specie è stata rinvenuta nelle seguenti località:
- Canada (Manitoba, Ontario, Yukon, Nuova Scozia, Terranova, Labrador, Québec (provincia), Nuovo Brunswick, Columbia Britannica);
- USA (Alaska, Maine, Minnesota, New Hampshire, New York, Virginia Occidentale, Vermont, Washington, Montana, Michigan, Wisconsin, Hawaii);
- Germania (Assia, Renania-Palatinato, Brandeburgo);
- Austria (Alta Austria, Stiria);
- Brasile (Rio Grande do Sul);
- Spagna (Castiglia e León);
- Australia (Australia Occidentale, Nuovo Galles del Sud);
- Cina (Heilongjiang);
- Antartide, Argentina, Cile, Colombia, Corea del Sud, Costa Rica, Danimarca, Estonia, Finlandia, Georgia del Sud, Giappone, Groenlandia, Islanda, Isole Azzorre, Isole Orcadi meridionali, Isole Svalbard, Libano, Lituania, Mongolia, Norvegia, Nuova Zelanda, Oceania, Polonia, Portogallo, Repubblica Ceca, Svezia, Venezuela.

In Italia questa specie di Cladonia è abbastanza rara:
- Trentino-Alto Adige, non è stata rinvenuta
- Val d'Aosta, rara
- Piemonte, non è stata rinvenuta
- Lombardia, rara nelle zone alpine e prealpine, estremamente rara nel milanese e nel bergamasco; non rinvenuta altrove
- Veneto, non è stata rinvenuta
- Friuli, rara nelle zone settentrionali, estremamente rara nelle zone centrali, non rinvenuta altrove
- Emilia-Romagna, non è stata rinvenuta
- Liguria, abbastanza rara
- Toscana, estremamente rara in quasi tutta la regione; non rinvenuta nel bacino dell'Arno e lungo le coste
- Umbria, non è stata rinvenuta
- Marche, rara al confine con l'Umbria, estremamente rara nel resto della regione
- Lazio, non è stata rinvenuta
- Abruzzi, non è stata rinvenuta
- Molise, non è stata rinvenuta
- Campania, non è stata rinvenuta
- Puglia, non è stata rinvenuta
- Basilicata, non è stata rinvenuta
- Calabria, molto rara sulla Sila e sull'Aspromonte, estremamente rara nel resto della regione
- Sicilia, non è stata rinvenuta
- Sardegna, non è stata rinvenuta.[2]

## Tassonomia
La posizione tassonomica ed ecologica di questa specie richiede ulteriori studi, secondo alcuni autori potrebbe essere una varietà di Cladonia grayi
Attualmente è attribuita alla sezione Cladonia; a tutto il 2008 sono state identificate le seguenti forme, sottospecie e varietà:
- Cladonia merochlorophaea f. inactiva Asahina (1940).
- Cladonia merochlorophaea f. merochlorophaea Asahina (1940).
- Cladonia merochlorophaea var. merochlorophaea Asahina (1940).
- Cladonia merochlorophaea var. novochlorophaea Sipman (1973), (= Cladonia novochlorophaea).